# 恭俭冰窖
恭俭冰窖，是一座现存的清朝皇家御用冰窖，位于北京市西城区什刹海街道米粮库社区恭俭五巷5号。已列为北京市文物保护单位。

## 历史
恭俭胡同为明朝内官监所在地，郑和在此任职，清代废弃，演变为胡同，名为内官监胡同，光绪末年讹为内宫监胡同。民国年间以谐音定名恭俭胡同。恭俭冰窖为清朝皇家御用冰窖，半地下拱形结构，地上四米，地下三米。1980年代冰柜等制冷设备出现后停用。 2008年恭俭冰窖改造成主题餐厅。

## 保护
2003年12月11日，恭俭冰窖公布为第七批北京市文物保护单位，编号7-12。